# Bachte-Maria-Leerne
Bachte-Maria-Leerne (vls. Bachte-Maria-Leern) – dzielnica (deelgemeente) miasta Deinze w Belgii, w Regionie Flamandzkim, w prowincji Flandria Wschodnia, w okręgu Gandawa. 1 stycznia 2020 roku liczyła 1994 mieszkańców. Do 31 grudnia 1976 samodzielna gmina.

## Demografia
Liczba mieszkańców, stan na 1 stycznia:
| Rok                | 1930 | 1947 | 1961 | 2020 |
| ------------------ | ---- | ---- | ---- | ---- |
| Liczba mieszkańców | 1269 | 1329 | 1414 | 1994 |